# صالة موسيقى

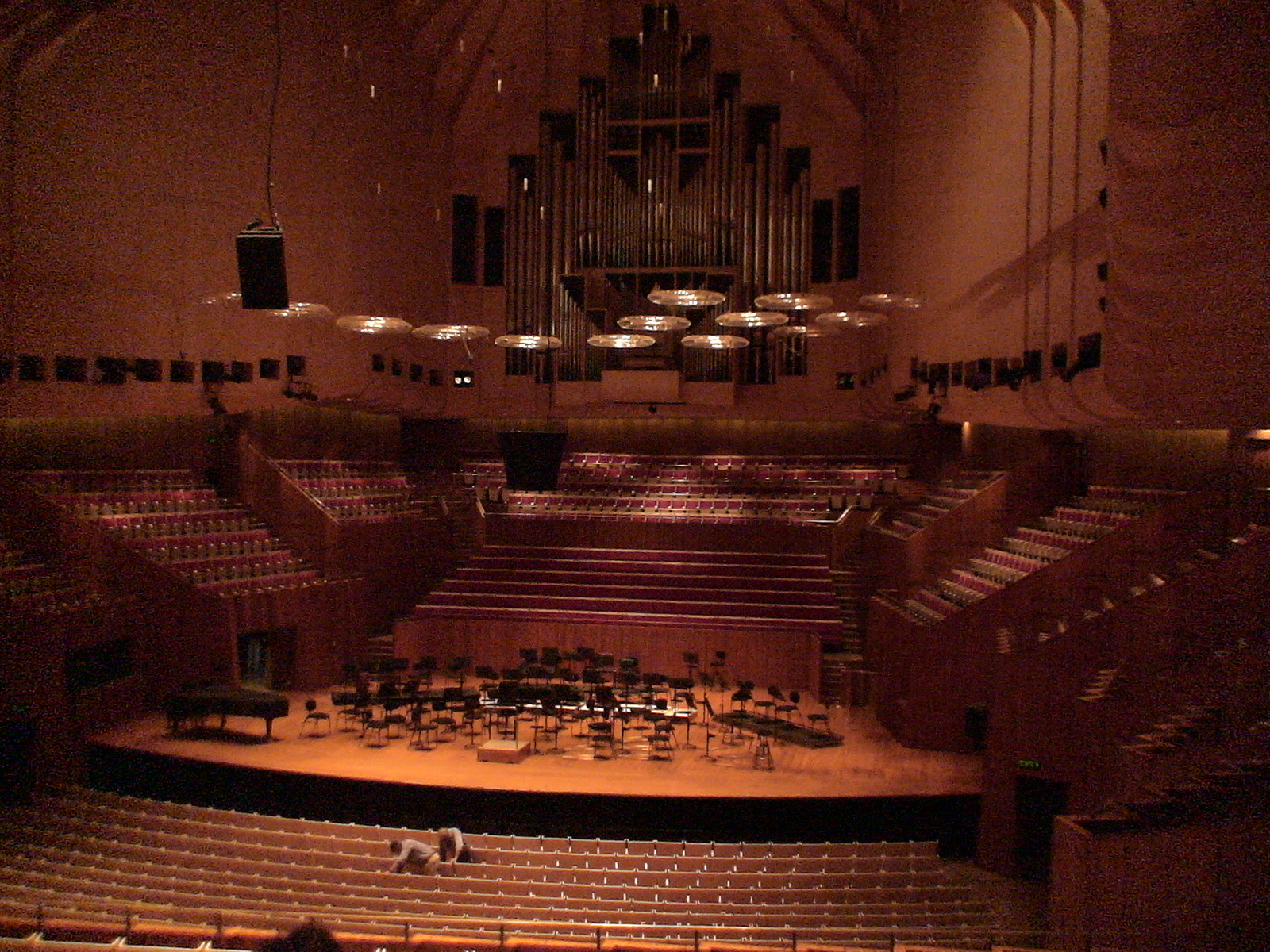
دار أوبرا سيدني.

صالة موسيقى (بالإنجليزية: Music venue)‏ هي أي مكان يستخدم لأداء حفلة موسيقية. صالات الموسيقى تتراوح في حجمها وموقعها، من مسارح أو قاعة للحفلات الموسيقية إلى إستادات رياضية. في العادة أنواع مختلفة من الصالات تستضيف أنواع مختلفة من الموسيقى. مثلا دور الأوبرا تستضيف الحفلات الموسيقية الخاصة بالموسيقى الكلاسيكية، بينما النوادي الليلية والمراقص تسنضيف موسيقى مثل موسيقى الروك وموسيقى الريف وموسيقى البوب.